# Любане
Любане (пол. Lubanie, нім. Liebingen) — село в Польщі, у гміні Любане Влоцлавського повіту Куявсько-Поморського воєводства.
Населення — 824 особи (2011).
У 1975-1998 роках село належало до Влоцлавського воєводства.

## Демографія
Демографічна структура станом на 31 березня 2011 року:
|          | Загалом | Допрацездатний вік | Працездатний вік | Постпрацездатний вік |
| -------- | ------- | ------------------ | ---------------- | -------------------- |
| Чоловіки | 412     | 78                 | 297              | 37                   |
| Жінки    | 412     | 79                 | 253              | 80                   |
| Разом    | 824     | 157                | 550              | 117                  |